# HD 77250
HD 77250，又名BD+06 2087，SAO 117351、HR 3590，是一颗恒星，视星等为6.07，位于銀經223.5，銀緯31.4，其B1900.0坐标为赤經8h 56m 14.5s，赤緯+6° 31.4′ 58″。